# Maaseik
Maaseik (in limburghese Mezeik) è un comune belga di 23 879 abitanti, situato nella provincia fiamminga del Limburgo belga.
È anche la città che secondo alcuni ha dato i natali al pittore fiammingo Jan Van Eyck, che secondo altri studiosi sarebbe nato a Maastricht.